# Радионица за писце у Ајови
Радионица за писца у Ајови, на Универзитету у Ајови, је прослављени програм креативног писања дипломског нивоа у САД. Њен директор је писац Лан Саманта Чанг. Дипломци стичу диплому мастера уметности (MFA) из креативног писања. Наведен је као најбољи дипломски програм за писање у земљи. Алумни радионице су, закључно са 2008. годином, добили преко 28 Пулицерових награда.